# Паленвил (Њујорк)
Паленвил (енгл. Palenville) насељено је место без административног статуса у америчкој савезној држави Њујорк.

## Демографија
По попису из 2010. године број становника је 1.037, што је 83 (-7,4%) становника мање него 2000. године.
| Група             | 2000.         | 2010.       |
| Белци             | 1.056 (94,3%) | 970 (93,5%) |
| Афроамериканци    | 5 (0,4%)      | 8 (0,8%)    |
| Азијати           | 12 (1,1%)     | 14 (1,4%)   |
| Хиспаноамериканци | 25 (2,2%)     | 35 (3,4%)   |
| Укупно            | 1.120         | 1.037       |